# Mehanizam akcije
U farmakologiji, termin mehanizam akcije (engl. Mechanism of action - MOA) se odnosi na specifičnu biohemijsku interakciju putem koje lek proizvodi svoje farmakološko dejstvo. Mehanizam dejstva obično opisuje modulaciju specifičnog molekularnog cilja za koji se lek vezuje, kao što je enzim ili receptor.
Na primer, mehanizam akcije aspirina obuhvata ireverzibilnu inhibiciju enzima ciklooksigenaze, čime se umanjuje produkcija prostaglandina i tromboksana, i na taj način se umanjuje bol i inflamacija.